# شتراوس (شركة)

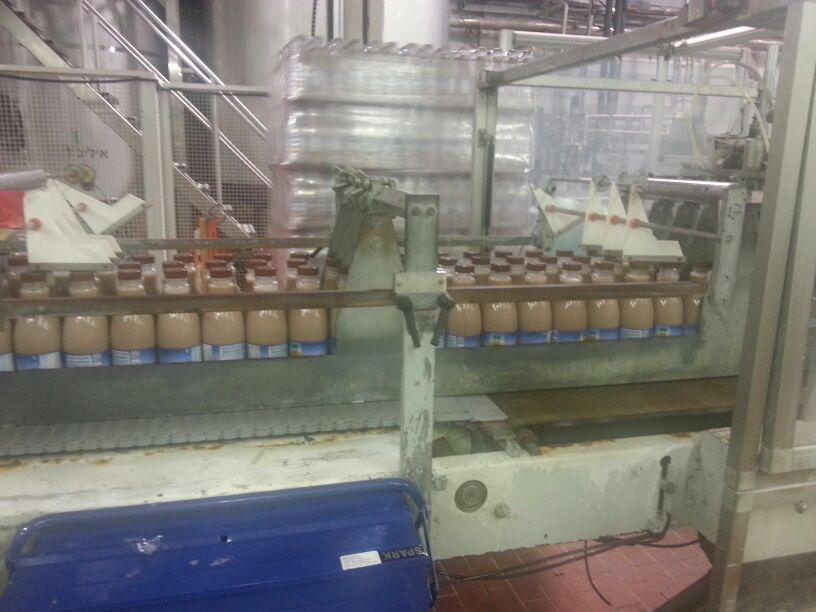
أحد مصانع شتراوس لتصنيع الشوكو في كيبوتس يطفتا، جنوب إسرائيل، 2013

شعار الشركة العبري

مجموعة شتراوس (بالعبرية: שטראוס גרופ בע"מ) هي شركة إسرائيلية. تأسست في 1933. يقع مقرها في بتاح تكفا. وهي ثاني أكبر شركة إتاج غذاء في إسرائيل.

## شخصيات
- عوفرا شتراوس

## وصلات خارجية
- الموقع الإلكتروني